# ميخائيل بيلي (لاعب كريكت)
ميخائيل بيلي (بالإنجليزية: Michael Beale)‏ من مواليد 7 أبريل 1947 بستورمينستر نيوتن، دورست، إنجلترا. هو لاعب كريكت بريطاني. كان ضارب كرة أيمنًا وحارسًا للويكيت ولعب لفريق دورست.

## مسيرته
ظهر بيل لأول مرة في بطولة XI الثانية في عام 1966، وظهر لأول مرة في كأس جيليت في عام 1968، ضد بيدفوردشير. وسجل حينها ثلاثة أشواط فقط في المباراة حيث تعرض فريقه دورست لهزيمة ثقيلة. لعب مع فريق «إيسكا» بين عامي 1965 و 66 ومدارس MCC عام 1966.
واصل بيل تمثيل دورست في بطولة المقاطعات الصغرى حتى عام 1977، حيث أتيحت له الفرصة لتمثيل الفريق مرة أخرى في إحدى مباريات في القائمة "أ". كافح مرة أخرى مع المضرب، حيث حصل على المركز الثالث في ترتيب المضرب. لعب أكثر من 100 مباراة مع دورست حيث عمل كنائب للقائد لمدة ثلاث سنوات حتى انتقل إلى اسكتلندا ليلعب مع فريق بيرثشاير في عام 1979.